# Scotorythra triscia
Scotorythra triscia är en fjärilsart som beskrevs av Edward Meyrick 1899. Scotorythra triscia ingår i släktet Scotorythra och familjen mätare. Inga underarter finns listade.